# Acolhimento familiar
Em serviço social, o acolhimento familiar é uma modalidade de acolhimento protetiva, temporária e excepcional em que a criança ou adolescente afastada dos pais por situação de violência ou negligência é abrigada provisoriamente em uma família que se voluntaria para o cuidado até que haja reintegração familiar ou adoção. Além do Brasil, é adotada em Inglaterra, França, Espanha, Estados Unidos e Canadá.

## História
A prática de manter "filhos de criação ou afilhados" sempre foi comum na cultura brasileira. A modalidade de acolhimento familiar no âmbito da assistência social, porém, surgiu como uma alternativa à institucionalização de crianças e adolescentes, decorrente da substituição da doutrina orfanológica pela doutrina da proteção integral. Teve seu início distribuído ao longo do século XX nos países do mundo:
- nos Estados Unidos, em 1910;
- na Inglaterra, em 1940;
- na Espanha, em 1970;
- na Itália, em 1980;[1]

A Convenção internacional sobre os direitos da criança, em 1989, ao referendar princípios de proteção integral, endossou a modalidade, que já vinha sendo implementada. No Brasil, o Estatuto da Criança e do Adolescente, publicado em 1990, positivou a necessidade da convivência familiar, levando os órgãos nacionais de proteção à infância e adolescência a recomendar o acolhimento familiar:
Art. 19. Toda criança ou adolescente tem direito a ser criado e educado no seio da sua família e, excepcionalmente, em família substituta, assegurada a convivência familiar e comunitária, em ambiente livre da presença de pessoas dependentes de substâncias entorpecentes. 
À partir do ECA, e através do Ministério do Desenvolvimento Social, o acolhimento familiar passa a ser reconhecido como política pública.

## Características
Na família acolhedora, o atendimento é individualizado, em detrimento do coletivismo praticado nos abrigos. As famílias recebem treinamento antes de serem consideradas aptas a receber os acolhidos. Diferente da adoção, que é definitiva, o acolhimento familiar é temporário. A família inscrita em um programa de acolhimento familiar também fica vedada de buscar a adoção.
Ao ter decretado o afastamento da família de origem por um juiz de direito, a família acolhedora é considerada preferencial para o envio da criança ou do adolescente. Apesar disso, a modalidade representa apenas 2,6% dos serviços de acolhimento do país, sendo todo o restante composto por serviços de acolhimento institucional.
Logo que é acolhida, a criança ou o adolescente começa os procedimentos para ter sua situação definida, sendo possível a reintegração à família biológica ou à adoção. Caso não haja uma solução rápida, o prazo do acolhimento pode se estender até os 18 ou mesmo os 21 anos.